# Omar Hernández
Pour l’article homonyme, voir Hernandez.
Hernández  Riaño est un nom espagnol. Le premier nom de famille, en général paternel, est Hernández ; le second, en général maternel, souvent omis, est Riaño.
Pablo Omar Hernández Riaño est un ancien coureur cycliste colombien, né le 20 janvier 1962 à Bogota.
Il devient professionnel en 1986 et le reste jusqu'en 1991. Son meilleur résultat sur le circuit européen reste ses neuf jours passés en jaune sur la Vuelta 1989. Sa principale victoire est l'étape qu'il a remporté en 1987 sur la Vuelta.
En 1988, il est engagé par l'équipe Reynolds, pour soutenir Pedro Delgado dans les étapes de montagne du Tour de France. Il s'acquitte de sa tâche de manière remarquable et joue un grand rôle dans la victoire finale de l'Espagnol.
En 1989, il est, cette fois, engagé par la Kelme pour être l'équipier de son leader Fabio Parra en montagne. Lors du Tour d'Espagne, il se glisse dans une échappée durant la 6e étape pour représenter son équipe. Cette échappée le propulse à la première place du classement général provisoire. Il gardera son maillot jaune jusqu'au soir de la 15e étape. Dès lors, il récupèrera son rôle d'équipier pour permettre à Parra de remporter la Vuelta. Notamment, pendant l'antépénultième étape où il se glisse dans une échappée pour aider Fabio Parra lorsque plus tard celui-ci attaquera Delgado dans l'ascension du Puerto de Navacerrada (es).
En 2020, il était pasteur chrétien d'une église bogotanaise.

## Équipes[5]
- 1986 :  Postobón Manzana - RCN
- 1987 :  Postobón Manzana
- 1988 :  Reynolds - Reynolon - Pinarello
- 1989 :  Kelme - Iberia - Varta
- 1990 :  Postobón Manzana - Ryalcao
- 1991 :  Postobón Manzana

## Palmarès
- 1984
  - Vuelta a Chiriquí
- 1985
  - Vuelta a Boyacá[6]
- 1986
  -  Classement des néo-professionnels du Tour d'Espagne
  - 2e du Tour de Colombie[7]
- 1987
  - 20e étape du Tour d'Espagne
  - 10e du Tour d'Espagne
- 1988
  - 10e du Tour de Romandie
- 1989
  - 1re étape du Tour de Colombie (contre-la-montre par équipes)

## Résultats sur lesgrands tours

### Tour de France
5 participations.
- 1986 : abandon lors de la 12e étape.
- 1987 : 24e du classement général.
- 1988 : abandon lors de la 19e étape.
- 1989 : hors-délais dans la 7e étape.
- 1990 : 46e du classement général.

### Tour d'Espagne
5 participations.
- 1986 : 13e du classement général et vainqueur du classement du  meilleur néophyte.
- 1987 : 10e du classement général et vainqueur de la 20e étape.
- 1989 : 41e du classement général et  maillot jaune pendant 9 jours.
- 1990 : 56e du classement général.
- 1991 : abandon lors de la 16e étape.

### Tour d'Italie
- 1988 : 47e du classement général[9].